# Antioco di Atene
Antioco di Atene (fl. II secolo) è stato un influente poeta astrologico di età ellenistica, che fiorì tra la fine del I e la metà del II secolo.

## Datazione biografica e opere
C'è qualche disaccordo su quando visse e cosa scrisse. Franz Cumont e altri hanno sostenuto che visse già nel I secolo a.C., mentre David Pingree lo collocò alla fine del II secolo. L'unico dato concorde è che Antioco è citato da Porfirio (234-c. 305), e quindi deve essere vissuto prima della morte di costui.
Tutti gli scritti di Antioco sono ormai perduti, ma rimangono frammenti ed estratti sostanziali. Le opere a lui attribuite sono un Thesaurus (Tesori), un'Eisagogika (Introduzione) all'astrologia, e anche un parapegma, ossia un calendario astrologico, Sulle levate e tramonti delle stelle nei dodici mesi dell'anno, comprendente i cambiamenti meteorologici.
I testi di Antioco sono ampiamente citati o parafrasati da scrittori posteriori, in particolare dal neoplatonico Porfirio e da Retorio. C'è anche un successivo epitome o riassunto, bizantino, della sua Eisagôgika.
In seguito furono inclusi nel poderoso Catalogus Codicum Astrologorum Graecorum pubblicato da Franz Cumont con la cooperazione di Franz Boll tra il 1898 e il 1953.

## Fortuna e influenza
Antioco esercitò una rilevante influenza sugli astrologi successivi. Parti del suo testo furono usate come base per l'Introduzione al Tetrabiblos di Tolomeo, del III secolo, scritto da Porfirio, oltre ad essere citato da Efestione di Tebe (380), da un anonimo del 379 (autore del Trattato sulle stelle fisse), e da Giulio Firmico Materno (336 circa).
Porfirio fa molto affidamento su Antioco per le definizioni dei termini tecnici usati da Tolomeo in Tetrabiblos. Antioco fu tra i primi a fare riferimento al concetto astrologico di «ricezione» dei pianeti, oltre a discutere le dodici case (topoi) della carta natale, le levate e le ambientazioni eliache e i Lotti.
In età medievale Antioco fu la fonte da cui attinse Isidoro da Siviglia nel suo De rerum natura per la determinazione su base planetaria dei quattro temperamenti, associandoli ai quattro umori, alle quattro stagioni, alle quattro età della vita, ai quattro elementi ed ai quattro punti cardinali.